# Fosfoserina
La fosfoserina è l'estere fosforico dell'amminoacido serina. È presente in molte proteine come risultato di modificazioni post-traduzionali. La fosforilazione del gruppo ossidrilico presente nella catena laterale della serina per produrre fosfoserina è catalizzata da vari tipi di chinasi.
La fosfoserina ha tre potenziali siti di coordinazione (carbossilico, ammina e gruppi fosfato). La determinazione della modalità di coordinazione tra ligandi fosforilati e ioni metallici che sono presenti negli organismi viventi è il primo passo per spiegare la funzione della fosfoserina nei processi bioinorganici.